# Chiesa di San Leonardo (Altamura)
La chiesa di San Leonardo è una chiesa cattolica situata nel centro storico della città di Altamura.

## Storia
La chiesa risale al XIV secolo ed era inizialmente una cappella privata delle famiglie Filo e Giudice. Intitolata a San Leonardo di Noblac, protettore dei carcerati, sorgeva su un'area che era uno dei primi lebbrosari della città di Altamura nel XVI secolo. Ha una pianta rettangolare e una struttura sostanzialmente semplice e priva di ornamenti. In età moderna fu di proprietà della famiglia Martucci e fu usata come cappella privata. Oggi la chiesa ha perso l'altare e il crocifisso ligneo del Cinquecento.